# Geno Senečić
Geno Senečić (* 7. November 1907 in Zagreb, Österreich-Ungarn; † 21. Juni 1992 ebenda, Kroatien) war ein kroatischer Slawist, Dramatiker und Übersetzer.

## Leben
Senečić studierte Journalistik und Slawistik an der Universität Zagreb. 1931 debütierte er mit dem Kurzgeschichtenband Versuche, 1933 folgte der kurze „satirische Kinoroman“ Ein Film unserer Tage. Ausgesprochen erfolgreich waren seine Theaterstücke ab 1934. Die deutsche Übersetzung seines Schauspiels Väterchen Stanić von Fred Alten wurde 1941 im Stadttheater Stettin und im Schauspielhaus Graz aufgeführt.
Im Zweiten Weltkrieg trat Senečić in den diplomatischen Dienst und wurde 1941 Kulturattaché an der Botschaft des Unabhängigen Staates Kroatien in Bratislava, wo er 1942 an der Comenius-Universität seine Dissertation über den slowakischen Dramatiker Ivan Stodola einreichte. Er blieb der zeitgenössischen slowakischen Literatur auch späterhin verbunden und übersetzte zahlreiche Werke, u. a. von Alfonz Bednár, Jaroslava Blažková, Pavol Dobšinský, Vincent Šikula und Peter Karvaš, ins Serbokroatische.
Nach dem Zweiten Weltkrieg kehrte Senečić nach Zagreb zurück, wo er bis 1951 beim neu gegründeten Filmstudio Jadran Film arbeitete. Dabei schrieb er am Drehbuch des 1950 erschienenen Erfolgsfilms Die blaue 9 mit. Seine danach geschriebenen beiden Komödien Das Schauspielerheim (1952) und Logarithmen und Liebe (1953) konnten nicht mehr ganz an die Erfolge der Vorkriegszeit anknüpfen, letzteres wurde in Zagreb und auf Tourneen bis nach Montenegro aber doch ungefähr zweihundertmal aufgeführt. Beide Stücke wurden von Fred Alten ins Deutsche übersetzt.
Von 1951 bis 1963 arbeitete Senečić am Lexikografischen Institut Miroslav Krleža. 1992 starb er in Zagreb.

## Werke

### Epik
- Pokušaji („Versuche“), 1931
- Film naših dana („Ein Film unserer Tage“), 1933

### Theaterstücke
- A.G.M., 1934
- Ferdinand, 1936
- Slučaj s ulice, 1936
- Radnički dol, 1938
- Neobičan čovjek („Ein ungewöhnlicher Mensch“), 1939
- Spis broj 516 („Aktenzeichen 516“), 1940
  - Väterchen Stanić. Schauspiel in drei Akten. Deutsche Bühnenbearbeitung von Fred Alten. Ralf Steyer, Leipzig 1942.
- Glumački dom, 1952
  - Das Schauspielerheim. Komödie in drei Akten. Deutsche Bühnenbearbeitung von Fred Alten. Ralf Steyer, Leipzig 1943.
- Logaritmi i ljubav, 1953
  - Logarithmen und Liebe. Optimistische Komödie in drei Akten. Deutsche Bearbeitung von Fred Alten. Volksverlag Elgg, Elgg 1960.
- Želim živjeti („Ich will leben“), 1963

### Drehbücher
- Plavi 9 („Die blaue 9“), 1950